# 新坂一雄
新坂 一雄（しんさか かずお、1939年2月28日 - 1991年12月28日）は、日本の政治家。参議院議員（1期）。

## 経歴
千葉県君津郡小櫃村（現：君津市）生まれ。1957年修道高校卒業。1963年同志社大学経済学部卒業。同志社在学中は英語サークルに所属。大学卒業後、日本放送協会に報道記者として入局。1989年にNHKを退職。
同年7月、第15回参議院議員通常選挙奈良県選挙区に連合の会（日本社会党・公明党・民社党推薦）候補として、立候補し初当選。当選した10人と非改選の無所属議員だった山田耕三郎で会派「連合参議院」を結成。代表は山田が就任し、新坂は政審副会長を務める。
任期途中の1991年12月28日、心不全のため、東京女子医科大学病院で死去した。52歳没。翌1992年1月10日、特旨を以て位記を追賜され、死没日付をもって従五位勲四等に叙され、旭日小綬章を追贈された。哀悼演説は1992年1月24日、参議院本会議で峯山昭範により行われた。
新坂の死去に伴う欠員補充の補欠選挙が1992年2月9日に執行され、元民社党衆議院議員であった吉田之久が連合の会公認候補となり、当選した。